# Don’t Cry Tonight
„Don’t Cry Tonight” – debiutancki singel włoskiego wykonawcy Savage’a wydany w 1983 roku przez Discomagic Records.

## Lista utworów

### Wydanie na 7"[1]
A. „Don’t Cry Tonight” – 4:55
B. „Don’t Cry Tonight (Instrumental Version)” – 4:55

### Wydanie na 12"[2]
A. „Don’t Cry Tonight” – 7:05
B. „Don’t Cry Tonight (Instrumental Version)” – 6:00

## Autorzy[3]
- Muzyka: Robyx
- Autor tekstów: Robyx
- Śpiew: Savage
- Producent: Robyx
- Aranżacja: Robyx